# Nihon Bussan
Nihon Bussan Co., Ltd. (日本物産株式会社?, Nihon Bussan Kabushikigaisha) è stata un'azienda giapponese produttrice di videogiochi.
Nota per la distribuzione di giochi sotto il marchio Nichibutsu (ニチブツ?), ha prodotto numerosi arcade, tra cui cloni di Breakout, Space Invaders e Galaxian. Tra i titoli figurano Crazy Climber, Seicross, Moon Cresta, Terra Cresta, F1 Circus e alcuni giochi basati sul Mah Jong.

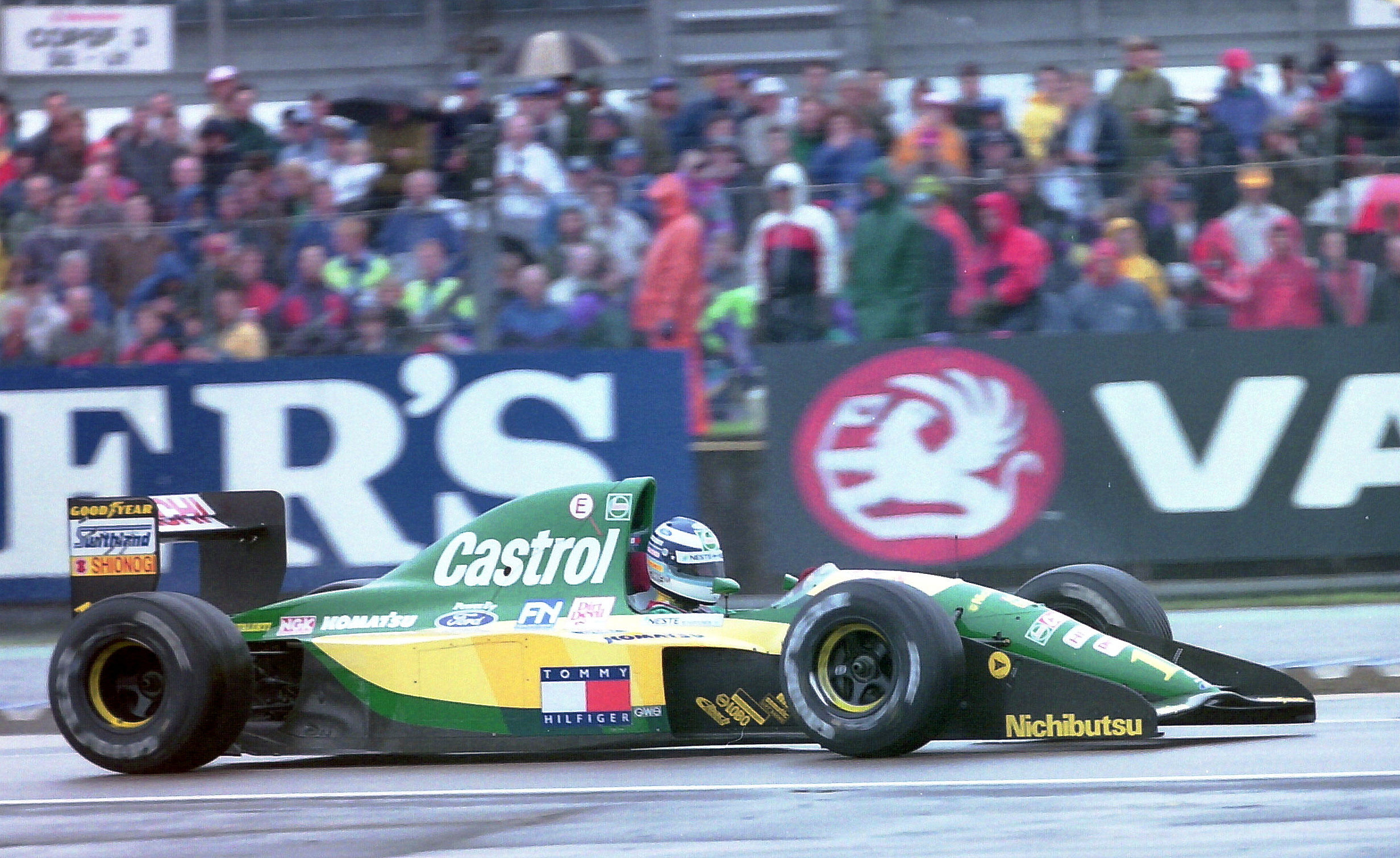
Il logo Nichibutsu riprodotto sull'alettone anteriore della Lotus 107 guidata da Mika Häkkinen

Negli anni 1990 fu sponsor del Team Lotus.
Nel 2014 parte del catalogo è diventato proprietà intellettuale della Hamster.